# 莱索布赖站
莱索布赖站，有时称作弗勒里莱索布赖站（Gare de Fleury-les-Aubrais），是法国中北部城市奥尔良附近的一个铁路枢纽车站。
在2014年以前，莱索布赖站的全名为莱索布赖-奥尔良站。

## 位置
莱索布赖站位于法国中央-卢瓦尔河谷大区卢瓦雷省的弗勒里莱索布赖境内，属于奥尔良城市圈范围。由巴黎奥斯特利茨站南下的普速铁路，经莱索布赖站后分为三部分，分别前往波尔多、奥尔良和图卢兹方向。莱索布赖站北距巴黎119公里，东距蒙塔日61公里，南距维耶尔宗81公里，西南距离图尔大约118公里。莱索布赖站距离奥尔良站以北不到3公里，奥尔良有轨电车A线和公交11路、12路等均可连接奥尔良市区。因此，莱索布赖站也可以笼统地被认作为奥尔良的火车北站。

## 站名
莱索布赖站紧邻奥尔良市中心，故而该站曾长期被称为莱索布赖-奥尔良火车站（Gare des Aubrais-Orléans） 。2014年12月14日，为避免与奥尔良站混淆，莱索布赖-奥尔良站的官方名称正式改为"莱索布赖站"。

## 简介
莱索布赖站是巴黎奥斯特利茨车站南下的第一个大站。历史上，莱索布赖站曾一度成为整个法国最重要的铁路交通枢纽之一。从巴黎前往整个法国西南部地区的列车均要路过此站，包括巴黎—波尔多、巴黎—南特、巴黎—布尔日等。但随着1991年法国高速铁路大西洋线（LGV Atlantique）巴黎—图尔段的建成通车，途径莱索布赖站的列车数量已经大幅度减少。
如今，从莱索布赖站出发，有五个不同方向的铁路：
- 向东：即莱索布赖－蒙塔日铁路（法语：Ligne des Aubrais - Orléans à Montargis），前往蒙塔日方向。单线铁路，处于半废弃状态，仅开行少量货运列车。
- 向东南：即奥尔良－蒙托邦铁路，属于POLT铁路的中段，经过奥尔良市区东部，跨越卢瓦尔河，前往维耶尔宗、利摩日、图卢兹方向。复线电气化铁路，经过多次改造后，平均旅速已超过140Km/h，部分路段甚至可达到220Km/h，是全法国均速最高的普速铁路之一。
- 向南：即莱索布赖站-奥尔良站联络线，复线电气化铁路，全长不到3公里。
- 向西南：即巴黎－波尔多铁路，经布卢瓦前往图尔方向。复线电气化铁路，线路平直，平均旅速超过120Km/h。在圣皮埃尔德科尔站（Gare de Saint-Pierre-des-Corps）可换乘南下前往波尔多、普瓦捷等方向的列车。
- 向北：穿过博斯平原东部，直达巴黎奥斯特利茨站（Gare de Paris-Austerlitz）。复线电气化铁路，部分路段为四线。平均旅速可达150Km/h，由莱索布赖站前往巴黎的城际列车（Intercités），最快仅需54分钟。

## 站台设置
| 西↑ |      |               |        |
|     |      | 存车线        |        |
| 6道 |      | 巴黎方向→     |        |
|     | 岛式 |               |        |
| 5道 |      | ←图尔方向     |        |
| 4道 |      | 巴黎方向→     |        |
|     | 岛式 |               |        |
| 3道 |      | ←奥尔良方向   |        |
| 2道 |      | 巴黎方向→     |        |
|     | 岛式 |               |        |
| 1道 |      | ←维耶尔宗方向 | 主站房 |
| 东↓ |      |               |        |

## 列车线路
| 莱索布赖站列车线路表 |                         |                |                        |              |
| 线路                 | 车种                    | 上一站         | 下一站                 | 大致运行频率 |
| 巴黎—奥尔良          | Intercités              | 巴黎奥斯特利茨 | 奥尔良                 | 每天8趟左右  |
| 巴黎—图尔            | Intercités              | 巴黎奥斯特利茨 | 布卢瓦                 | 每天4趟左右  |
| 巴黎—布尔日          | Intercités              | 巴黎奥斯特利茨 | 萨勒布里               | 每天3趟左右  |
| 巴黎—图卢兹          | Intercités              | 巴黎奥斯特利茨 | 沙托鲁/维耶尔宗/利摩日 | 每天3趟左右  |
| 巴黎—图卢兹          | INTERCITÉS 100%éco      | 巴黎奥斯特利茨 | 沙托鲁                 | 每周4趟左右  |
| 巴黎—南特            | INTERCITÉS 100%éco      | 巴黎奥斯特利茨 | 布卢瓦                 | 每周3趟      |
| 巴黎—波尔多          | INTERCITÉS 100%éco      | 巴黎奥斯特利茨 | 圣皮埃尔德科尔         | 每周3趟      |
| 巴黎—图卢兹          | INTERCITÉS de nuit      | 巴黎奥斯特利茨 | 苏亚克/卡奥尔          | 每天1趟      |
| 巴黎—罗德兹/阿尔比   | INTERCITÉS de nuit      | 巴黎奥斯特利茨 | 圣但尼莱马尔泰勒       | 每天1趟      |
| 巴黎—拉图尔德卡罗勒  | INTERCITÉS de nuit      | 巴黎奥斯特利茨 | 图卢兹                 | 每天1趟      |
| 巴黎—奥尔良          | TER Centre-Val-de-Loire | 塞尔科特       | 奥尔良                 | 每天4趟左右  |
| 1. 2.                |                         |                |                        |              |

## 配套交通

### 长途客车
| 停靠莱索布赖站的大巴车                                 |          | |
| 上下车地点                                             | 运营单位 | 主要线路及目的地 |
| 莱索布赖站门口外80米                                   | Rémi     | 3：卢瓦尔河畔新堡 · 卢瓦尔河畔叙利 · 莱博尔德 · 日安 6：贝勒加德 · 维勒穆捷 · 蒙塔日 16：瑟穆瓦 · 尚托 · 韦讷西 · 叙利拉沙佩勒 20：讷维尔欧布瓦 · 洛尔西 · 桑托 · 皮蒂维耶 |
| 莱索布赖站门口外80米                                   | [ 註 3 ] | 每周三13:03：塞尔科特 · 舍维伊 · 阿尔特奈·加亚尔堡 每周一至五0:20：图尔/布卢瓦 当某条铁路线施工或罢工时，SNCF可能也会提供途径该线路沿途站点的大巴车                        |
| Libération（有轨电车“自由站”） 莱索布赖站西南大约700米 | Flixbus  | 巴黎 · 图尔 · 波城 · 塔布 · 卢尔德 · 蒙托邦 · 图卢兹 · 利摩日 |
| Libération（有轨电车“自由站”） 莱索布赖站西南大约700米 | Isilines | 巴黎 · 克莱蒙费朗 · 蒙彼利埃 |
| 1. 2. 3. 4.                                            |          | |

### 城市公共交通
| TAO莱索布赖站附近的市内公共交通线路 |                               | |
| 公交车站名称                        | 位置                          | 停靠线路 |
| Gare des Aubrais 莱索布赖火车站     | 莱索布赖站门口 （有轨电车站） | A：弗勒里莱索布赖-儒勒·凡尔纳 ↔ 奥尔良拉苏斯-医院 |
| Gare des Aubrais 莱索布赖火车站     | 莱索布赖站门口外80米          | 11：奥尔良-火车站 ↔ 奥尔姆-天堂 12：弗勒里莱索布赖-莱索布赖火车站 ↔ 比奥讷河畔布瓦尼-大布朗 19：安格雷 - 莫里斯·热纳瓦 ↔ 弗勒里莱索布赖-莱索布赖火车站 21：弗勒里莱索布赖-莱索布赖火车站 ↔ 弗勒里莱索布赖 - 朗巴勒 72：奥尔良-火车站 ↔ 马里尼莱叙萨日-红屋 |
| 1. 2. 3.                            |                               | |

此外，持有奥尔良城市公共交通（TAO）有效车票（包括单程纸质车票）的乘客，亦可搭乘莱索布赖站内的任意一趟列车前往奥尔良火车站。

### 社会车辆
莱索布赖站南侧设有社会车辆停车楼。